# Porphyrinia cinerina
Porphyrinia cinerina là một loài bướm đêm trong họ Noctuidae.